# Château d’Yquem
Koordinaten: 44° 32′ 37″ N, 0° 19′ 43″ W
Das Château d’Yquem [ʃaˈto diˈkɛm] ist eines der weltweit berühmtesten Weingüter. Es produziert hauptsächlich edelsüße Weine (Sauternes), die zu den teuersten Weinen gehören.
Das 100 ha große Weingut war über Jahrhunderte im privaten Besitz der Familie Lur Saluces und liegt in Sauternes, einer kleinen Ortschaft südöstlich von Bordeaux. Es ist das einzige Weingut des Bordeaux, das anlässlich der Klassifikation von 1855 den offiziellen Status als Premier Grand Cru Classé Supérieur genießt; es ist zudem Ehrenmitglied der 1973 gegründeten Union des Grands Crus de Bordeaux.

## Geschichte

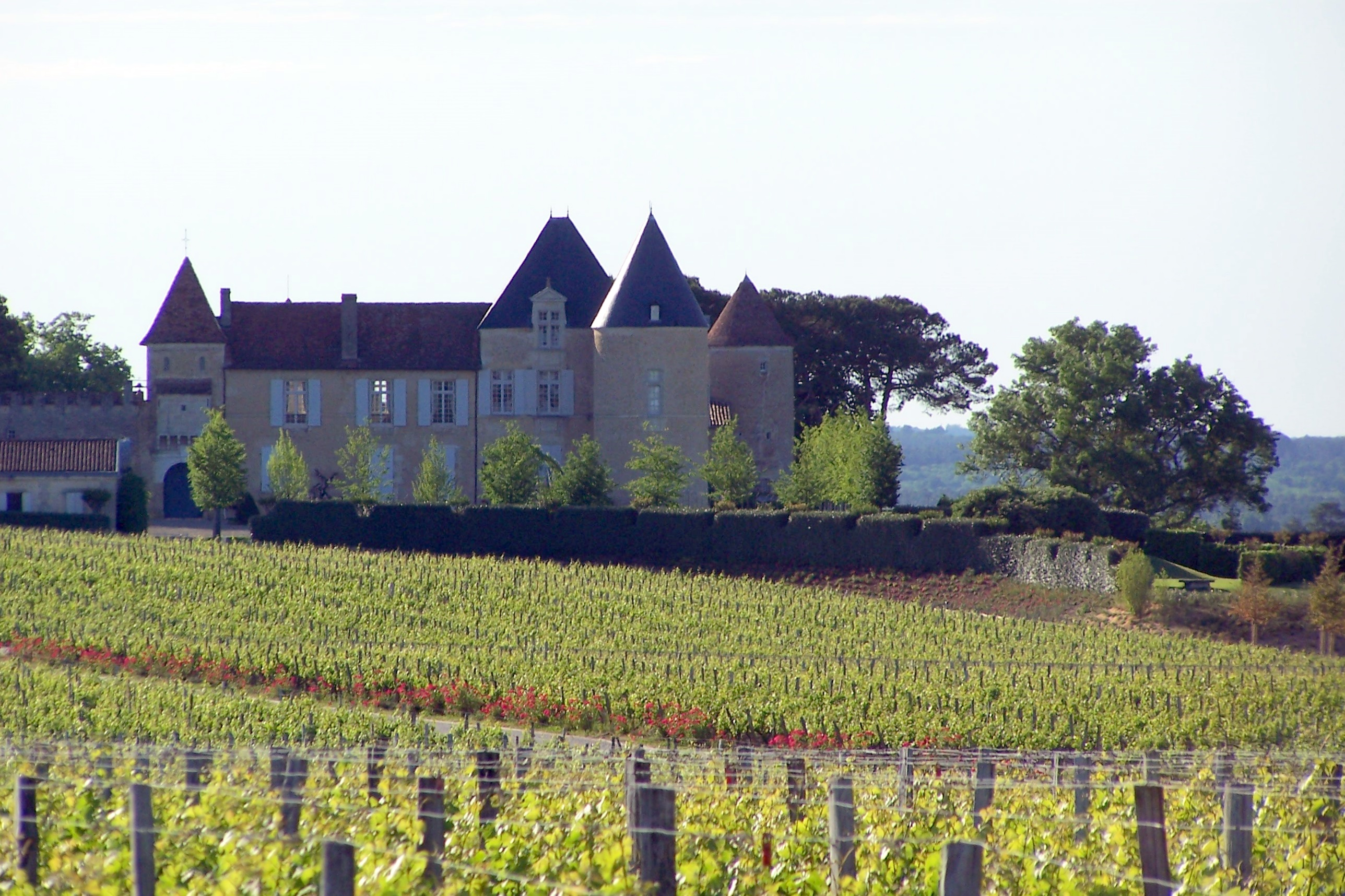
Das Schloss.

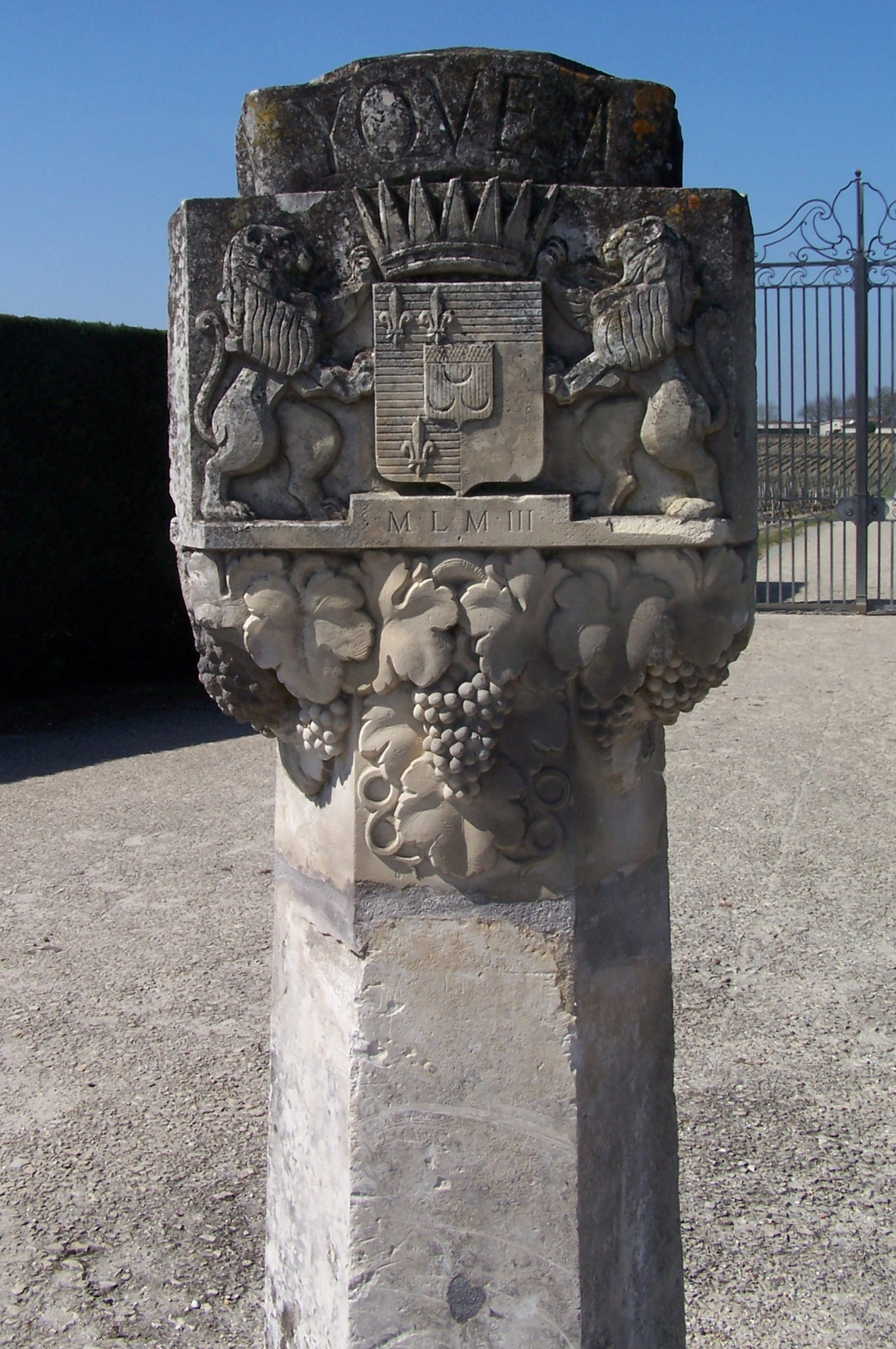
Wappen

Durch die Heirat von Henry Plantagenet, des späteren Königs Heinrich II. von England im Jahr 1152, mit Eleonore, der Erbin von Aquitanien, geriet ein großer Teil Westfrankreichs unter britische Herrschaft. Auch das befestigte, das Tal des Ciron dominierende Anwesen gehörte damit ab dem 12. Jahrhundert den Engländern.
Mit dem Ende des Hundertjährigen Krieges im Jahr 1453 kam die Region um Bordeaux wieder unter die Kontrolle der französischen Krone. Der Kaufmann Ramon Felipe Eyquem erwarb das Château als Lehen des Erzbischofs Arthur de Montauban (1467–1478) am 10. Oktober 1477 von Guilhem Duboys, seigneur de Juillac. Der Kaufpreis soll 900 Goldfranken (Franc à pied) betragen haben. Dessen Enkel Pierre Eyquem, von 1554 bis 1556 Bürgermeister von Bordeaux, vererbte es wiederum seinem Sohn, dem berühmten Philosophen Michel Eyquem de Montaigne. Ein Jahr nach dessen Tod wurde das Anwesen mit Vertrag vom 8. Dezember 1593 an Jacques de Sauvage verpachtet, der bis zum Anfang des 17. Jahrhunderts die Gutsgebäude um eine Kapelle sowie einen Nordflügel erweiterte. Die Familie Sauvage begründete den guten Ruf des Weinguts. In den Adelsstand erhoben, erwarb im Jahr 1711 Léon de Sauvage das Gut als Eigentum. Durch die Heirat seiner Enkelin Françoise-Josèphe Sauvage (1768–1851) mit Louis Amédée de Lur-Saluces (1761–1788) am 6. Juni 1785 kam das Weingut in den Besitz der Familie Lur-Saluces, die durch eine Eisenschmiede in der Gemeinde Uza-les-Forges zu Reichtum gekommen war.
Nachdem Louis Amédée an den Folgen eines Reitunfalls gestorben war, leitete seine Witwe das Weingut. Während der Französischen Revolution wurde sie als Adelige zweimal inhaftiert, konnte aber, im Gegensatz zu vielen anderen Weingütern des Bordelais, ihr Gut in Familienbesitz halten. In einem Schreiben vom Mai 1787 bescheinigt Thomas Jefferson den Weinen den Rang eines erstklassigen Sauternes.

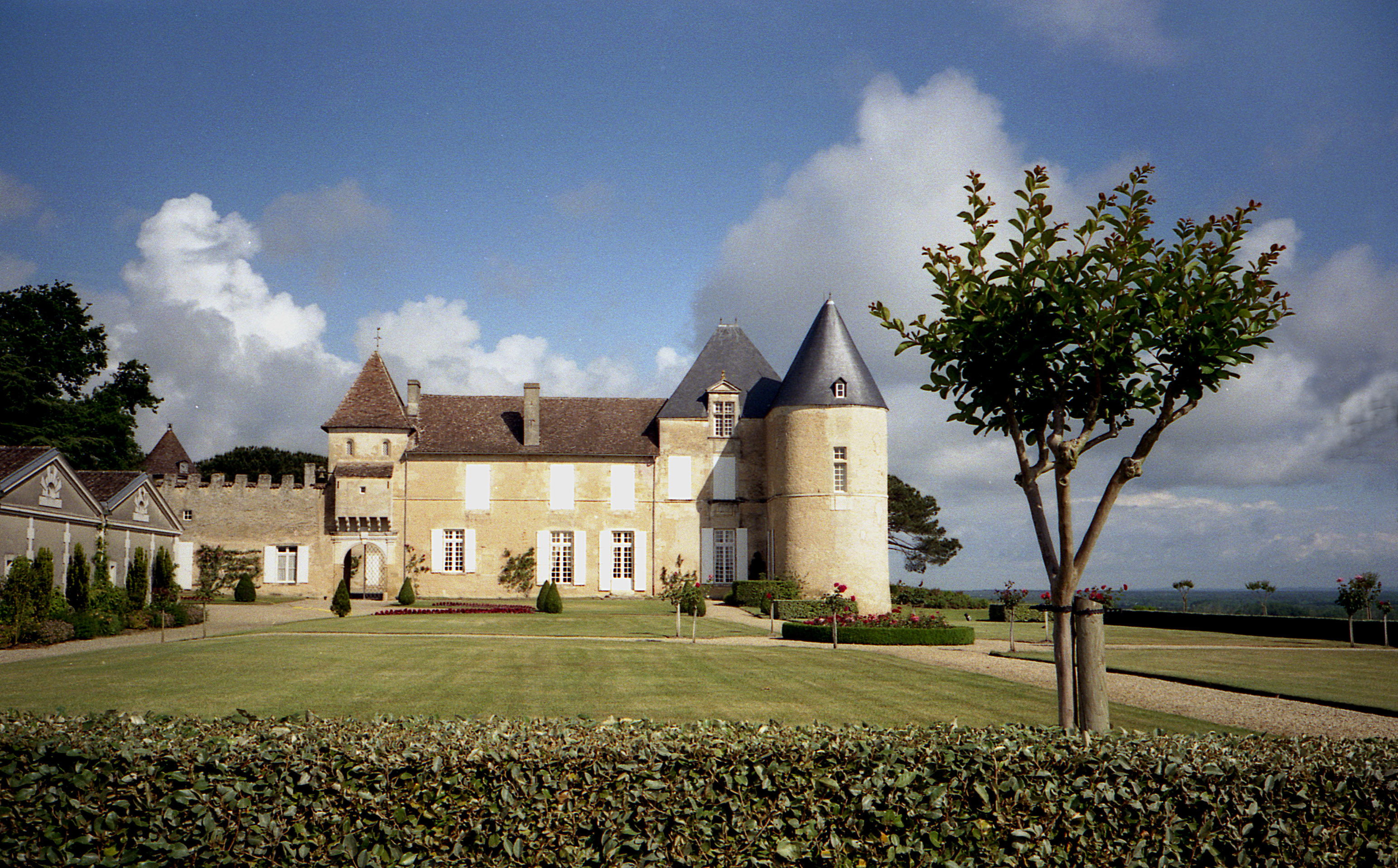
Das Gutsgebäude von Château d’Yquem.

Als ihr Sohn Antoine Marie Henry Amédée de Lur-Saluces (1786–1823) im Jahr 1807 Marie Geneviève Françoise Joséphine de Filhot heiratete, brachte diese die Weingüter Château Filhot und Château Coutet in die Ehe ein. Im Jahr 1826 ließ Françoise-Josèphe einen Fasskeller anlegen und konzentrierte die Aktivitäten des Guts auf den Weinbau. Nach ihrem Tod im Jahr 1851 übernahm ihr Enkel Romain Bertrand de Lur-Saluces die Geschicke von Château d’Yquem.
Der heutige Graf Lur Saluces verkaufte das Gut 1996 an den Luxusgüter-Konzern Louis Vuitton Moët Hennessy, blieb zunächst Angestellter als Directeur Général und wurde 2004 pensioniert. Sein Nachfolger wurde Pierre Lurton, der vormalige Leiter des Château Cheval Blanc, einem der besten Saint-Émilion-Weingüter. Im Jahr 2008 schlossen sich 16 Weingüter des Bordeaux, neben Château d’Yquem so namhafte wie Château Suduiraut, Château Olivier und Château La Tour Blanche mit dem Ziel zusammen, bei knapper werdendem Rebmaterial eigene Klone der Rebsorte Sémillon nachzuziehen.

## Herstellung

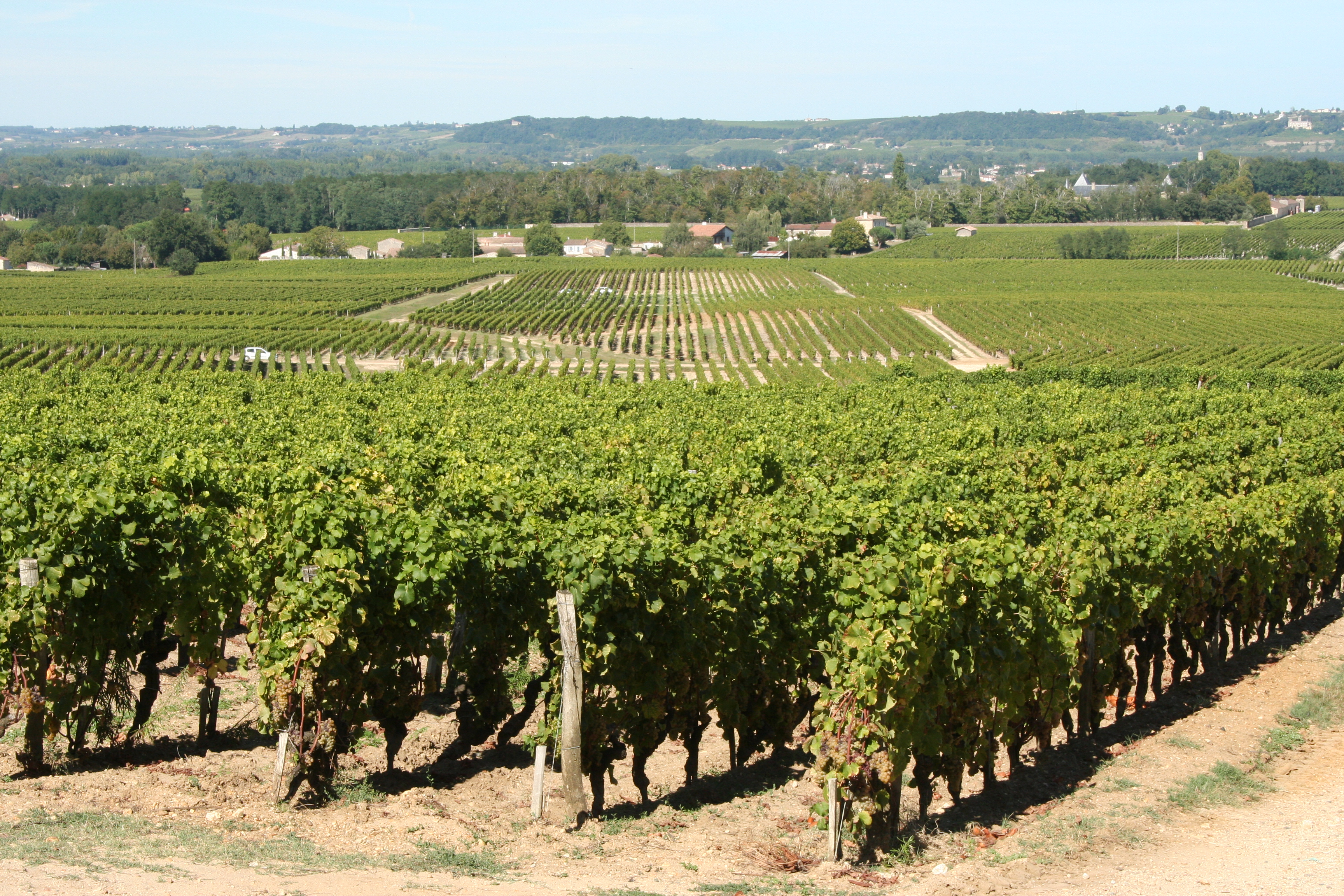
Die Weinberge des Château d’Yquem in Sauternes.

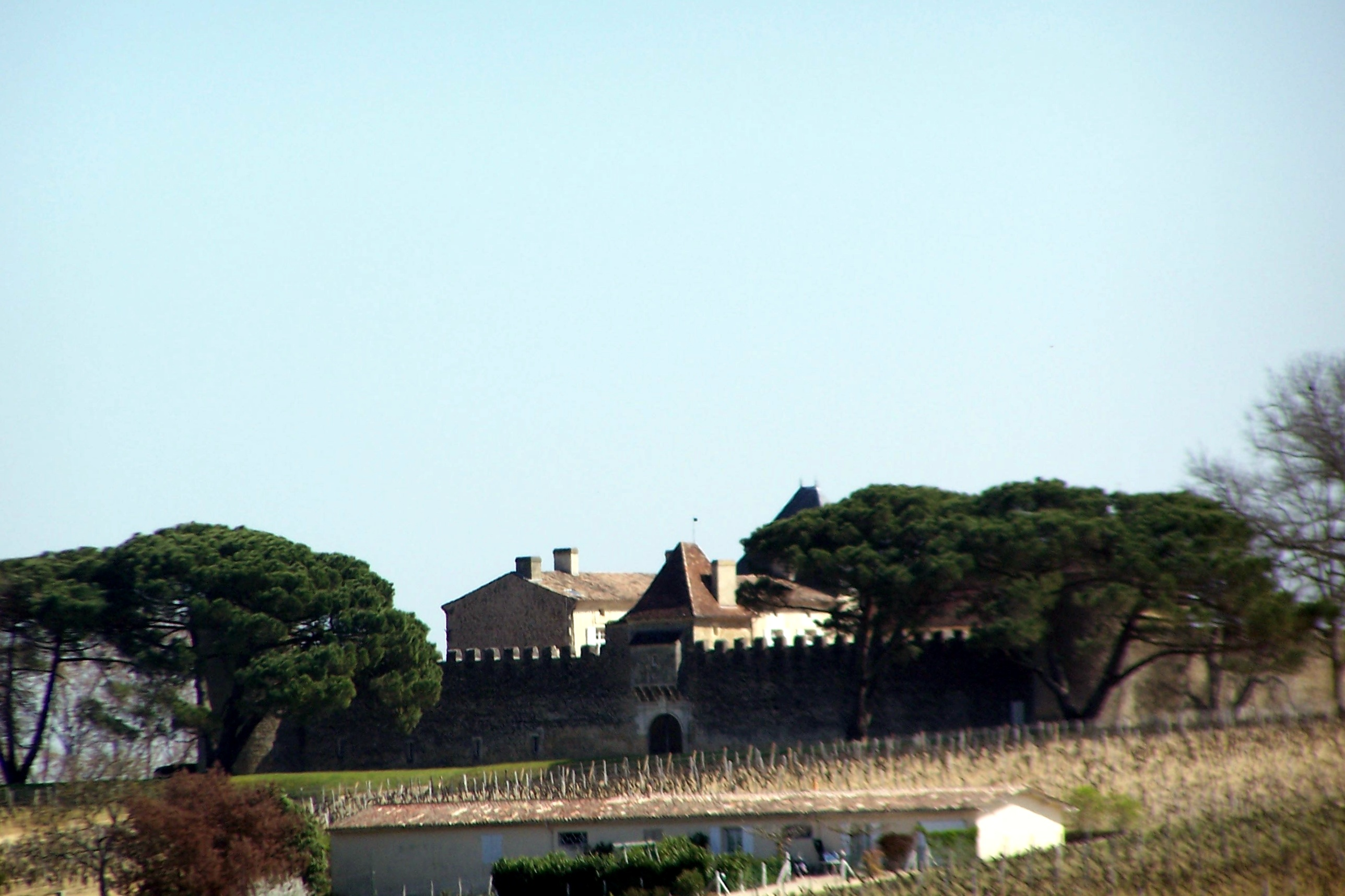
Die Westseite des Château d’Yquem.

Der heute auf dem Schloss produzierte edelsüße Wein beruht auf einer im 18. Jahrhundert im Rheinland (Trockenbeerenauslese) und Ungarn (Tokajer) entwickelten Methode, mit Grauschimmelfäule (botrytis cinerea) befallene Weinbeeren einzeln handverlesen zu ernten. Die angebauten Reben bestehen zu 80 % aus der Sorte Semillon und zu 20 % aus Sauvignon Blanc. Die Arbeit auf Yquem kennt einige Besonderheiten und Unterschiede zu anderen Weingütern:
- Die Lese geschieht mehrfach auf denselben Feldern: man erntet ein Feld nicht nach mittlerer Reife ab, man erntet auch nicht Trauben als Ganzes, sondern selektiert bei der Ernte in mehreren (bis zu zehn) Lesegängen aus den Trauben die einzelnen Beeren heraus, die gerade den richtigen Reifegrad haben.
- Yquem bringt in schlechten Jahren, wenn das Wetter nicht genügend mitspielte, gar keinen Grand Vin, den „großen“ Süßwein unter dem Namen Château d’Yquem heraus. Die Weintrauben werden dann an andere Güter oder Händler verkauft, oder sie stehen dem trockenen Weißwein „Y“ (gesprochen Igrek) zur Verfügung. Bestimmte Jahrgänge von Yquem-Weinen gibt es daher gar nicht. Das Gut verzichtet dann – bei fortlaufenden Kosten – auf viele Millionen Euro Verkaufserlöse, weil man nicht will, dass ein Wein in den Handel gelangt, der den eigenen hohen Erwartungen und denen der Kundschaft nicht entspricht. Im 20. Jahrhundert geschah dies immerhin neunmal (1910, 1915, 1930, 1951, 1952, 1964, 1972, 1974, 1992), im 21. Jahrhundert bisher einmal (2012).
- Yquem belässt den jungen Wein zur Fassreife vier Jahre lang in den Barriques, den Eichenfässern von 225 Litern, ein Jahr mehr als alle anderen Sauternes-Güter, und doppelt so lange wie die hochwertigen Rotweingüter dies tun, bevor die Weine auf Flaschen abgefüllt werden und in den Verkauf gelangen.

Die Weine auf Schloss Yquem unterliegen sehr hohen Qualitätsansprüchen; entsprechend aufwendig hergestellt, macht das den Wein so teuer. Pro Hektar erhält man nur ca. 1250 Flaschen, dies entspricht einem Ertrag von knapp 9–10 hl/ha. Der hohe Zuckergehalt und das komplexe Aroma der Weine werden von einem hohen Säuregehalt begleitet. Aufgrund der aufwendigen Arbeit und aufgrund der besonderen Eigenschaften dieser Weine sind sie äußerst lange haltbar; selbst weit über hundert Jahre alte Flaschen versprechen hohen Genuss.